# 浜松がんこ祭
浜松がんこ祭（はままつがんこまつり）は、静岡県浜松市にて行われていたよさこいイベントである。略称はがんこ祭、浜よさ。

## 概要
ネーミングの由来は「ものすごく」という意味を表す遠州弁の「がんこ」から来ている。
略称である「浜よさ」の由来は「浜松よさこい」から。
総踊りの楽曲として「浜よさやら舞歌(通称:うなぎ)」「GANKO」「虹」の三曲が存在する。
なお、東日本大震災のため第11回は中止されたが第11回はそのまま欠番となり、翌年は第11回ではなく第12回とされている。
2020年から新型コロナウイルスの感染拡大を鑑み､大会が中止され､それ以降実行委員会が今後の開催について協議を続けていたが､現状の実行委員会では開催の継続は不可能であるとして2022年7月13日に実行委員会の解散が決議され､結局再開されることなく大会の打ち切りに追い込まれた｡
その後浜松がんこ祭の実行委員会解散を受け、新たに「虹彩よさこい」(にじいろよさこい。略称は「虹よさ」)の実行委員会が新たに立ち上げられ、2023年3月12日に開催されることが発表された。また総踊り楽曲の「GANKO」と「虹」の使用権は、浜松がんこ祭実行委員会事務局から虹彩よさこい実行委員会に譲渡されている。

## 沿革
- 2000年:プレイベント開催
- 2001年:第1回開催
- 2011年:東日本大震災の為中止
- 2020年:新型コロナウイルス（COVID-19）流行の為中止[1]
- 2021年:代替イベントとして「浜松がんこ祭新総踊り振付コンテスト」がエントリー数を限定、規模縮小の上で開催
- 2022年:実行委員会の解散が決議され、大会の終了が発表

## 特徴
鳴子を持っていれば何でもよいというルールになっている。
浜松市民になじみぶかい浜松まつりとよさこいの交流地点として、イケヤから発売されている激練りMUSICを利用した激練りパフォーマンス部門が開催されている。

## 開催場所
浜松市中心部。当日は鍛冶町通りが交通規制となる。
- 鍛冶町通り
- ザザシティ浜松ステージ - サゴーの閉店に伴う代替として設置
- モール街
- ソラモ
- キタラ
- 新川モール
- 東ふれあい公園
- 砂山銀座（サザンクロス）